# هاميش واتسون (لاعب اتحاد الرغبي)
هاميش واتسون (بالإنجليزية: Hamish Watson)‏ هو لاعب اتحاد الرغبي بريطاني، ولد في 15 أكتوبر 1991 في مانشستر في المملكة المتحدة.

## وصلات خارجية
- هاميش واتسون على موقع سلسلة سباعيات الرغبي العالمية - رجال (الإنجليزية)
- هاميش واتسون عل موقع إسبنسكروم (الإنجليزية)
- هاميش واتسون على موقع ItsRugby.co.uk (الإنجليزية)